# ワーウィック・デイヴィス
ワーウィック・デイヴィス（Warwick Davis、本名：Warwick Ashley Davis 、1970年2月3日 - ）は、イギリスのテレビ・映画俳優で芸能事務所社長。小人症であり、身長107cm。Warwickは本来「ウォリック」と読む。

## 来歴

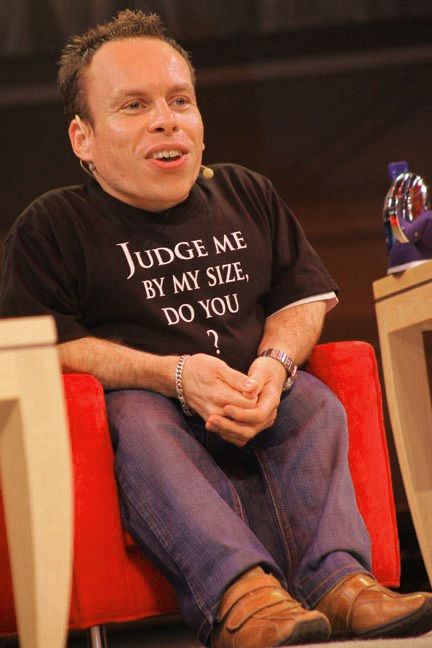
2007年

骨を由来とする小人症の俳優の多くは軟骨無形成症によるものであるが、ワーウィックは非常にまれな脊椎骨端異形成症（SED）による小人症である。
1981年、『スター・ウォーズ エピソード6/ジェダイの帰還』に出演する身長4フィート（1.2メートル）以下の役者の募集を祖母がラジオで聞いたことがきっかけで、同映画のイウォーク族のウィケット・W・ウォリックの役を得てデビュー。当時11歳で身長は2フィート11インチ（0.6メートル）だったという。その後『イウォーク･アドベンチャー』や『エンドア･魔空の妖精』でもウィケットを演じており、以降のシリーズ作品でもエキストラとして度々出演している。2019年の『スター・ウォーズ/スカイウォーカーの夜明け』では36年振りにウィケットを演じた。
主演映画『ウィロー』でエキストラをしていたサマンサと1991年に結婚して息子（三男）と娘（長女）がいる（妻と息子（三男）、娘（長女）も小人症である。また、長男と次男は短命で亡くなっている）。
近年は『ハリー・ポッター』シリーズのフィリウス・フリットウィック教授役で有名。『ハリー・ポッターと死の秘宝 PART2』ではグリップフックも演じた。
2022年には34年ぶりに制作された映画『ウィロー』の続編ドラマシリーズを前作から20年後のウィロー役で主演している。
小人症の俳優を主にマネジメントするウィロー芸能事務所(Willow Personal Management)を経営している。
2024年3月24日（現地時間）に妻のサマンサが亡くなったことがBBCでの声明発表で明らかになった。

## 主な出演作品
- スター・ウォーズ エピソード6/ジェダイの帰還 Star Wars Episode VI: Return of the Jedi (1983) ウィケット・W・ウォリック
- イウォーク・アドベンチャー Caravan of Courage: An Ewok Adventure (1984) ウィケット・W・ウォリック
- エンドア/魔空の妖精 Ewoks: The Battle for Endor (1985) ウィケット・W・ウォリック
- ラビリンス/魔王の迷宮 Labyrinth (1986) ゴブリン
- ウィロー Willow (1988) ウィロー
- スター・ウォーズ エピソード1/ファントム・メナス Star Wars Episode I: The Phantom Menace (1999) ウィーゼル／ウォルド／ヨーダ（歩行シーン）
- ハリー・ポッターと賢者の石 Harry Potter and the Sorcerer's Stone   (2001)  フィリウス・フリットウィック／ゴブリン／グリップフック（声)
- ハリー・ポッターと秘密の部屋 Harry Potter and the Chamber of Secrets (2002) フィリウス・フリットウィック
- ハリー・ポッターとアズカバンの囚人 Harry Potter and the Prisoner of Azkaban  (2004) フィリウス・フリットウィック
- Ray/レイ Ray (2004) オベロン
- 銀河ヒッチハイク・ガイド The Hitchhiker's Guide to the Galaxy  (2005) マーヴィン
- ハリー・ポッターと炎のゴブレット Harry Potter and the Goblet of Fire (2005) フィリウス・フリットウィック
- ハリー・ポッターと不死鳥の騎士団 Harry Potter and the Order of the Phoenix (2007) フィリウス・フリットウィック
- ナルニア国物語/第2章: カスピアン王子の角笛 The Chronicles of Narnia: Prince Caspian (2008)　ニカブリク
- ハリーポッターと謎のプリンス Harry Potter and the Half-Blood Prince（2009) フィリウス・フリットウィック
- ハリー・ポッターと死の秘宝 PART1 Harry Potter and the Deathly Hallows,Part1 (2010) グリップフック
- ハリー・ポッターと死の秘宝 PART2 Harry Potter and the Deathly Hallows,Part2 (2011) フィリウス・フリットウィック／グリップフック
- 人生短し… Life's Too Short (2011) テレビドラマ 本人役
- ドクター・フー Doctor Who (2013) テレビドラマ ポリッジ
- スター・ウォーズ/フォースの覚醒 Star Wars: The Force Awakens (2015) ウォリバン
- ローグ・ワン/スター・ウォーズ・ストーリー Rogue One: A Star Wars Story (2016)
- スター・ウォーズ/最後のジェダイ Star Wars: The Last Jedi (2017)
- ハン・ソロ/スター・ウォーズ・ストーリー Solo: A Star Wars Story (2018) ウィーゼル
- マレフィセント2 Maleficent: Mistress of Evil (2019)
- スター・ウォーズ/スカイウォーカーの夜明け Star Wars: The Rise Of Skywalker (2019)
- ウィロー Willow (2022) ウィロー